# Dihelus flavosternum
Dihelus flavosternum là một loài tò vò trong họ Ichneumonidae.